# Beriu
Beriu (deutsch Bärendorf, ungarisch Berény) ist eine Gemeinde im Kreis Hunedoara in der Region Siebenbürgen in Rumänien.
Der Ort Beriu ist auch unter der deutschen Bezeichnung Lammdorf bekannt.

## Geographische Lage

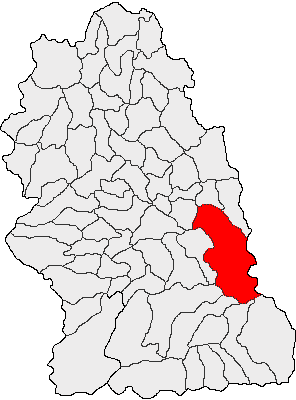
Lage der Gemeinde Beriu im Kreis Hunedoara

Die Gemeinde Beriu befindet sich mit ihren sechs Dörfern und zwei Weilern im Südwesten des Siebenbürgischen Beckens nördlich vom Șureanu-Gebirge (Mühlbacher Gebirge) im historischen Brooser Stuhl. Am Orăștie – einem linken Zufluss des Mureș (Mieresch) – und der Kreisstraße (Drum județean) DJ 705A, etwa sieben Kilometer südlich der Europastraße 68, befindet sich der Ort ca. sechs Kilometer südlich  der Kleinstadt Orăștie (Broos); die Kreishauptstadt Deva (Diemrich) liegt 34 Kilometer nordwestlich von Beriu entfernt.
Die eingemeindeten Dörfer sind ca. 2–33 Kilometer vom Gemeindesitz entfernt und zum Teil auf Feld- oder Forstwegen zu erreichen.

## Geschichte
Der Ort Beriu wurde erstmals 1332 urkundlich erwähnt. Bereits in der Römerzeit war – nach Angaben von V. Roth und J. Braun über archäologische Funde – der Ort besiedelt. Auf dem Areal des eingemeindeten Dorfes Sibișel (Altschebeschel) wurden nach Berichten von C. Gooss, Grigore Tocilescu, Gábor Téglás u. a. dakische Münzen der Latènezeit gefunden. Einige der Münzen befinden sich in Museen von Budapest und Wien.
Wegen der Türkeneinfälle von 1420 bis 1430 ging die Bevölkerungszahl der hier angesiedelten Deutschen zurück; anschließend zogen überwiegend Rumänen in die Dörfer.
Die Hauptbeschäftigung der Bevölkerung sind die Landwirtschaft, die Viehzucht und die Holzverarbeitung.

## Bevölkerung
1850 lebten auf dem Gebiet der Gemeinde 4281 Einwohner. 3745 davon waren Rumänen, 235 Roma, 218 Deutsche, 78 Ungarn und fünf andere. In jenem Jahr wurde die größte Bevölkerungszahl – und gleichzeitig die der Rumänen und die der Rumäniendeutsche – ermittelt. Die höchste Anzahl der Roma (333) wurde 1956 und die der Ungarn (259) 1880 registriert. Darüber hinaus bezeichneten sich bei fast jeder Aufnahme je ein Einwohner als Serbe und einige als Ukrainer, deren größte Anzahl (12) war 1966. 1880 wurden zwei und 1956 ein Einwohner als Slowake registriert. Bei der Volkszählung 2002 lebten auf dem Gebiet der Gemeinde 3354 Menschen, davon waren 3335 Rumänen, acht Ungarn, sieben Roma, drei Rumäniendeutsche und ein Ukrainer.

## Sehenswürdigkeiten
- Die Ruinen einer mittelalterlichen Burg auf dem Bordul Cetății-Berg im eingemeindeten Dorf Sibișel.[4]